# Centro Sportivo Canavieiro
O Centro Sportivo Canavieiro  é um extinto clube brasileiro de futebol, da cidade de Capela, em Alagoas, tendo como melhor colocação dois 4º lugares no Campeonato Alagoano de 1976 e 1977.

## História
Nos anos de 1972 e 1973, o Canavieiro sagrou-se vice-campeão do Campeonato Matuto obtendo a ascensão para a primeira divisão do Campeonato Estadual em 1974. Em seu seu primeiro ano na divisão principal ficou em quinto lugar. Nos dois anos seguintes obteve a quarta colocação.
Foi campeão invicto do Torneio Incentivo com 16 vitórias e dois empates em 1975. No Torneio Divaldo Suruagy, foi vice-campeão, perdendo a final por 1 a 0 no final do segundo tempo, para o CSA.
No dia 30 de maio de 1975, na sua segunda participação no alagoano, o clube da terra dos canaviais surpreendeu a todos e venceu ao CSE dentro do estádio Juca Sampaio em Palmeira dos Índios por 7 a 0, a maior goleada já sofrida pela equipe do CSE dentro de casa.

## Títulos
| Estaduais | Estaduais         | Estaduais | Estaduais  |
|           | Competição        | Títulos   | Temporadas |
| --------- | ----------------- | --------- | ---------- |
|           | Torneio Incentivo | 1         | 1975       |